# 凱耶斯維爾 (加利福尼亞州)
凱耶斯維爾（英語：Keyesville）是位於美國加利福尼亞州克恩縣的一個非建制地區。該地的面積和人口皆未知。

## 地理
凱耶斯維爾的座標為35°37′33″N 118°30′39″W / 35.62583°N 118.51083°W，而該地的平均海拔高度為868米（即2848英尺）。